# Канизийский колледж
Канизийский колледж, или Колледж имени Канизия (англ. Canisius College) — частный католический университет в г. Буффало, Нью-Йорк, США. Основан в 1870 году немецкими иезуитами. Назван в честь католического святого Петра Канизия. Входит в Ассоциацию иезуитских колледжей и университетов. В рейтинге U.S. News and World Report за 2008 год Канизийский колледж занял 20-е место среди вузов «северного региона» США.

## Выпускники и преподаватели
- Бхактисварупа Дамодара Свами